# Hamburg-Francop

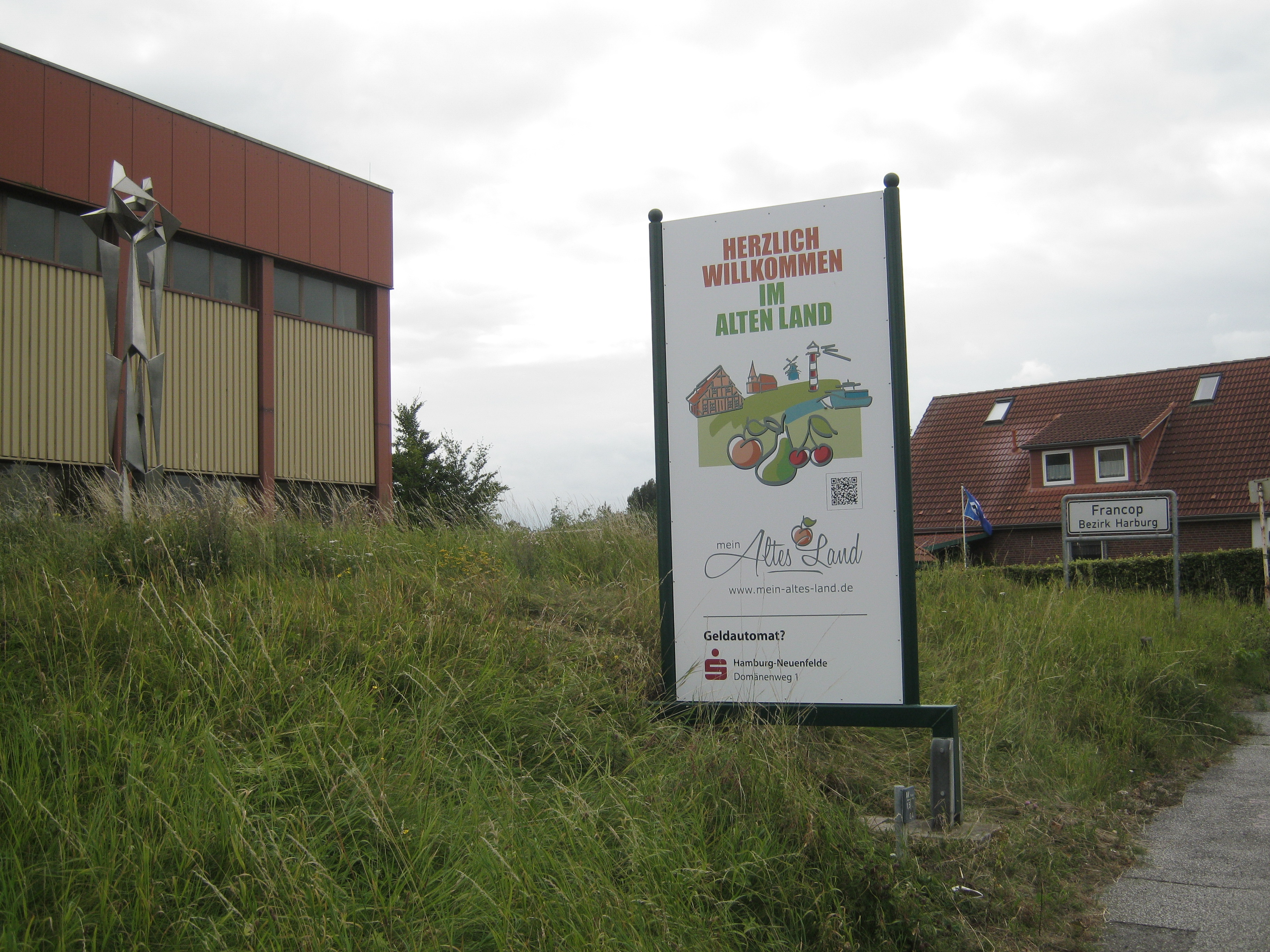
Schild zu Francop

Francop ist ein Stadtteil der Freien und Hansestadt Hamburg im Bezirk Harburg. Der Stadtteil gehört zum Alten Land.

## Geografie

### Ausdehnung
Alle Häuser Francops liegen an einer langen Straße. Die Straße wechselt jedoch mehrmals den Namen. Von West nach Ost: Vierzigstücken, Hohenwischer Straße, Hinterdeich.

### Nachbarstadtteile
Nördlich an Francop grenzt Finkenwerder im Bezirk Hamburg-Mitte, östlich an Altenwerder, südöstlich an Moorburg und Hausbruch, südlich an Neugraben-Fischbek und westlich an Neuenfelde.

## Geschichte

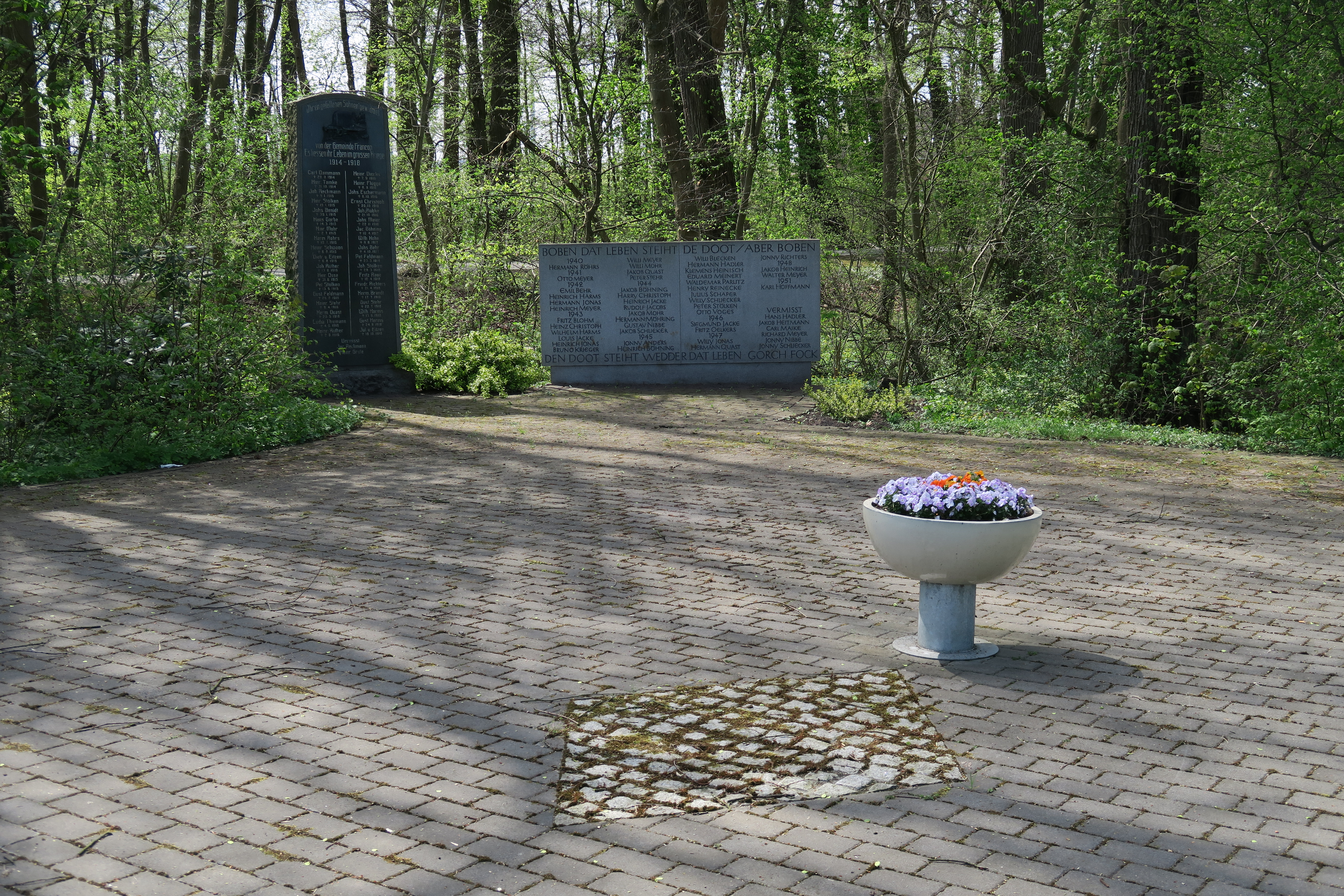
Gedenkstätte für die Gefallenen der Weltkriege

Die erste urkundliche Erwähnung Francops stammt aus dem Jahr 1235, die Entstehung der Ortschaft wird jedoch früher, Mitte des 12. Jahrhunderts, angenommen. Der Name verweist auf einen Mann namens Franko oder Franke als Ortsgründer. Der Zusatz -cop oder -koop stammt dabei aus dem Mittelniederländischen und führt zurück auf Siedlungsbeamte, die im Auftrag der Grundherrschaft für die Anwerbung von Kolonisten sorgten, die in der südlichen Elbmarsch oftmals aus den Niederlanden stammten. Siehe zur Etymologie auch: Boskoop (Niederlande) (Abschnitt: Geschichte).
Francops wurde als Deichhufendorf angelegt. Die parallelen Hufen lagen auf der dem Deich gegenüber liegenden Straßenseite. Am Hinterdeich Richtung Neugraben entstand ein schmales Siedlungsband.
Am 1. August 1932 wurde Frankop aus dem aufgelösten Kreis Jork in den Landkreis Harburg eingegliedert.
1937 wurde Francop ebenso wie einige andere Gemeinden im preußischen Landkreis Harburg durch das Groß-Hamburg-Gesetz Teil Hamburgs.

## Statistik
- Anteil der unter 18-Jährigen: 16,3 % [Hamburger Durchschnitt: 16,8 % (2023)][4]
- Anteil der über 64-Jährigen: 17,2 % [Hamburger Durchschnitt: 17,8 % (2023)][4]
- Ausländeranteil: 20,2 % [Hamburger Durchschnitt: 20,7 % (2023)][4]
- Arbeitslosenquote: 1,6 % [Hamburger Durchschnitt: 5,2 % (2017)].[5]

Das durchschnittliche Einkommen je Steuerpflichtigen beträgt in Francop 44.865 Euro jährlich (2020), der Hamburger Gesamtdurchschnitt liegt bei 48.035 Euro.

## Politik
Für die Wahl zur Hamburgischen Bürgerschaft gehört Francop zum Wahlkreis Süderelbe.

### Wahlergebnisse
| Bürgerschaftswahl | SPD    | CDU    | Grüne1) | AfD    | Linke2) | FDP    | Übrige   |
| ----------------- | ------ | ------ | ------- | ------ | ------- | ------ | -------- |
| 2020              | 46,5 % | 24,2 % | 10,3 %  | 06,0 % | 03,2 %  | 03,1 % | 06,7 %   |
| 2015              | 41,0 % | 26,3 % | 06,1 %  | 04,3 % | 06,0 %  | 13,9 % | 02,4 %   |
| 2011              | 45,4 % | 31,5 % | 04,5 %  | –      | 01,5 %  | 13,7 % | 03,4 %   |
| 2008              | 25,9 % | 59,3 % | 04,5 %  | –      | 03,1 %  | 05,5 % | 01,7 %   |
| 2004              | 23,5 % | 59,3 % | 06,6 %  | –      | –       | 03,7 % | 06,9 %   |
| 2001              | 23,0 % | 38,1 % | 05,2 %  | –      | 00,3 %  | 09,0 % | 24,4 %3) |
| 1997              | 36,8 % | 35,8 % | 09,0 %  | –      | 00,0 %  | 04,7 % | 13,7 %4) |
| 1993              | 38,7 % | 36,4 % | 06,6 %  | –      | –       | 05,9 % | 12,4 %5) |
| 1991              | 43,2 % | 46,2 % | 03,6 %  | –      | 00,0 %  | 03,0 % | 04,0 %   |
| 1987              | 39,7 % | 52,4 % | 03,2 %  | –      | –       | 04,5 % | 00,2 %   |
| 1986              | 35,3 % | 52,9 % | 06,3 %  | –      | –       | 04,0 % | 01,5 %   |
| Dez. 1982         | 38,8 % | 52,8 % | 05,6 %  | –      | –       | 02,8 % | 00,0 %   |
| Juni 1982         | 32,1 % | 56,5 % | 08,1 %  | –      | –       | 02,8 % | 00,5 %   |
| 1978              | 42,6 % | 49,6 % | 01,5 %  | –      | –       | 04,9 % | 01,4 %   |
| 1974              | 34,9 % | 52,0 % | –       | –      | –       | 11,7 % | 01,4 %   |
| 1970              | 44,7 % | 41,2 % | –       | –      | –       | 07,8 % | 06,3 %6) |
| 1966              | 39,5 % | 48,4 % | –       | –      | –       | 07,1 % | 05,0 %7) |

1) 1978 als Bunte Liste – Wehrt Euch, 1982 bis 2011 als Grüne/GAL.

2) 1991 und 1997 als PDS/Linke Liste, 2001 als PDS.

3) Darunter 22,7 % für die Schill-Partei.

4) Darunter 5,3 % für die DVU.

5) Darunter 6,6 % für Die Republikaner.

6) Darunter 6,0 % für die NPD.

7) NPD.
Für die Bundestagswahl gehört Francop zum Wahlkreis Hamburg-Bergedorf – Harburg. Bei den Bezirksversammlungswahlen zählt der Stadtteil zum Wahlkreis Neugraben-Fischbek/Ost, Moorburg, Altenwerder, Francop, Neuenfelde, Cranz.

## Kultur und Sehenswürdigkeiten

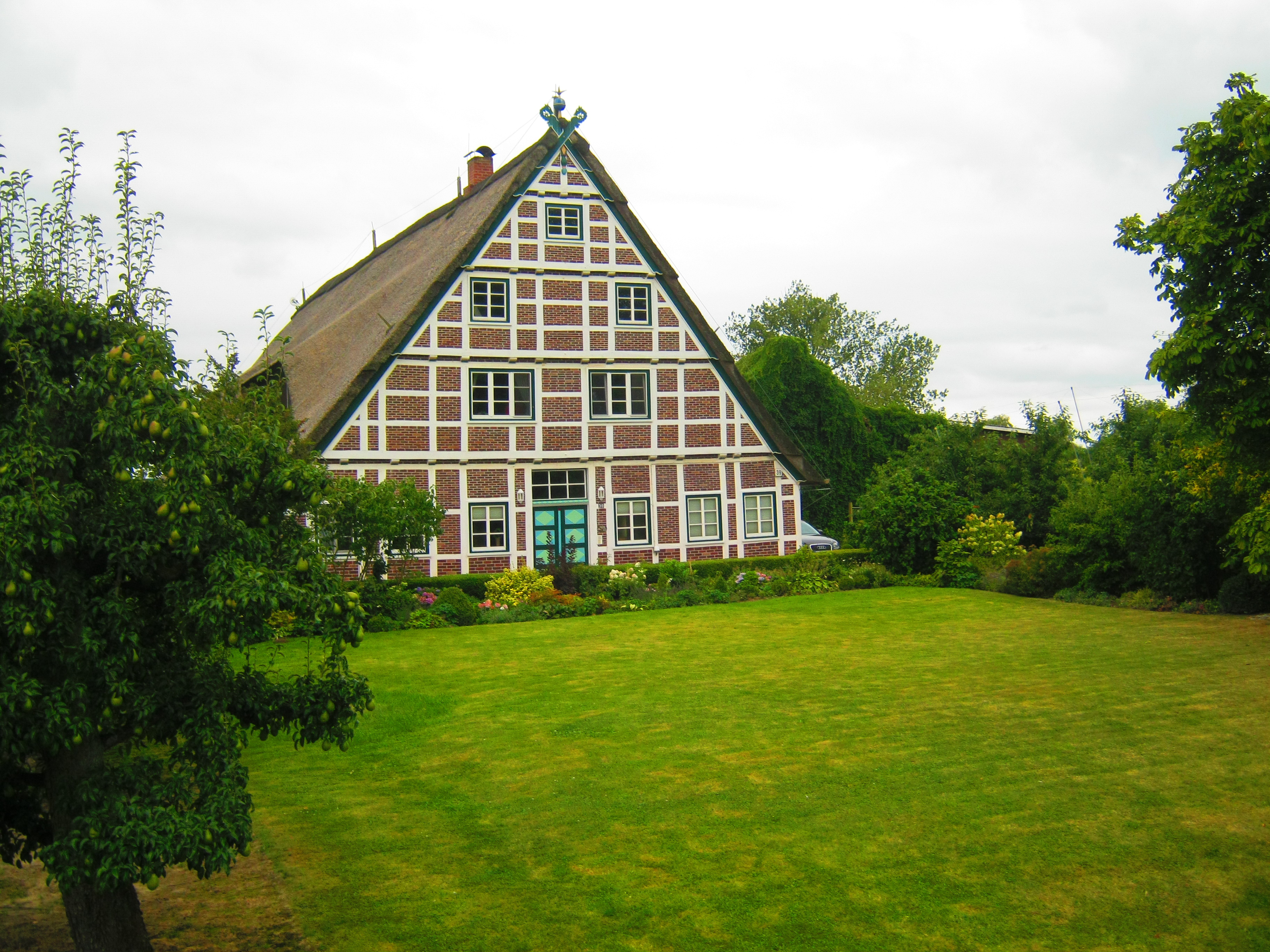
Fachwerkhaus

In Francop gibt es viele alte Fachwerkhäuser.

## Wirtschaft und Infrastruktur

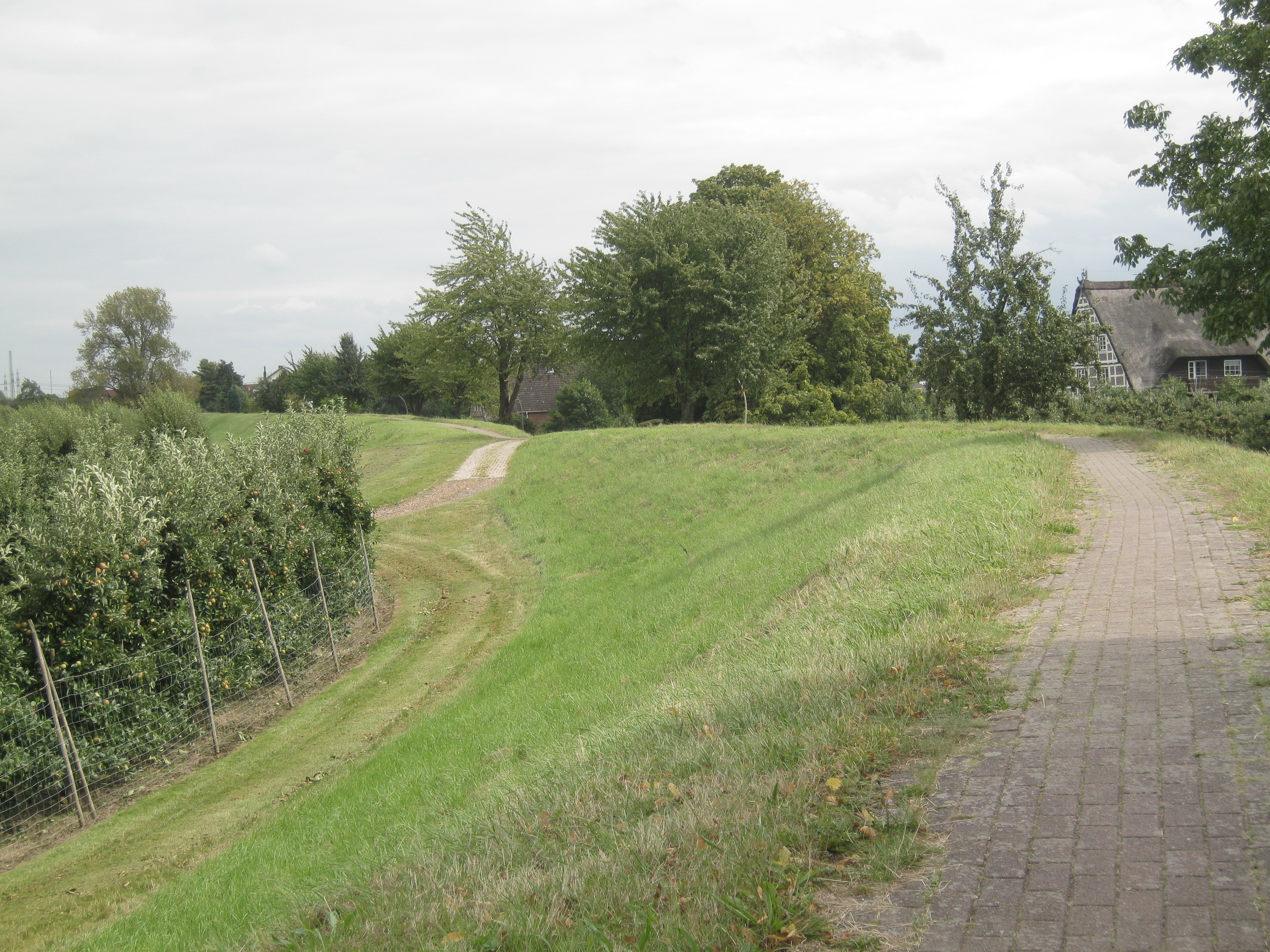
Deich zwischen Obstplantagen und Hohenwischer Straße

Die Francoper leben hauptsächlich vom Obstanbau.

### Verkehr
In Francop verkehren drei HVV-Buslinien, die Linie 157 S Harburg Rathaus – Moorburg – Hohenwisch (Kehre), 257 S Neugraben – Francop – Neuenfelde – Jork sowie die 551 Finkenwerder (Fähre) – Hohenwisch (Kehre), wobei letztere Francop nur in dieser Richtung und lediglich zwei Mal täglich an Schultagen in Hamburg bedient.

## Persönlichkeiten
- Wilhelm Mohr (1912–2000), Schriftsetzer und niederdeutscher Autor